# 蒙泰梅佐
蒙泰梅佐（義大利語：Montemezzo），是意大利科莫省的一个市镇。总面积9平方公里，人口258人，人口密度28.7人/平方公里（2009年）。ISTAT代码为013155。